# Robert Trefusis (17e baron Clinton)
Robert George William Trefusis, 17e baron Clinton (1764–1797) de Trefusis en Cornouailles et Heanton Satchville, Petrockstowe dans le Devon, est un pair anglais.
Il est le fils de Robert Cotton Trefusis et arrière-arrière-petit-fils de Francis Trefusis, dont l'épouse Bridget hérite de la baronnie de Clinton par le biais de sa mère Lady Arabella Rolle, fille de Theophilus Clinton, 4e comte de Lincoln. Trefusis hérite de la baronnie en 1791 à la mort de son cousin au troisième degré George Walpole (3e comte d'Orford).

## Famille
En 1786, il épouse Albertina Marianna Gaulis (décédée en 1798), fille de Jean Abraham Rodolph Gaulis (décédé en 1788) de Lausanne, en Suisse, un magistrat important de cette ville, et de Jeanne-Louise-Dorothée Porta, d'une autre famille éminente de Lausanne. Son frère aîné est Abram Frédéric Louis Juste Gaulis, membre du Grand Conseil de Vaud et héritier et gardien du château de Colombier-sur-Morges, près de Lausanne .
Ils ont :
- Robert Cotton St John Trefusis, 18e baron Clinton (1787–1832), épouse Marie Carlotte Mederacke.
- Charles Trefusis (19e baron Clinton) (1791-1866)
- Capitaine George Rolle Walpole Trefusis (1793–1849).

## Sources
- Thorne, RG, biographie de Trefusis, l'hon. Charles Rodolph (1791-1866), de Trefusis, Cornw. (son fils), publié dans History of Parliament : House of Commons 1790-1820, éd. R. Thorne, 1986
- Lauder, Rosemary, Devon Families, Tiverton, 2002, p.   65–74, Fane-Trefusis .
- Vivian, JL, Les visites de Cornwall: comprenant les visites des hérauts de 1530, 1573 et 1620; avec des ajouts de JL Vivian, Exeter, 1887, pp.   463–8, pedigree de "Trefusis of Trefusis".